# Hillar Kareva
Hillar Kareva (* 8. Dezember 1931 in Tallinn; † 17. Juni 1992 ebenda) war ein estnischer Komponist.

## Leben und Werk
Hillar Kareva studierte nach seinem Schulabschluss zunächst Violine und schloss 1956 sein Kompositionsstudium bei Eugen Kapp am Staatlichen Tallinner Konservatorium (TRK) ab. Von 1955 bis 1966 war Kareva Inspekteur der Künstekammer der Estnischen SSR. Von 1962 bis 1967 war er Dozent für Musiktheorie an der Tallinner Musikschule und von 1966 bis 1982 Lehrkraft am Staatlichen Tallinner Konservatorium.
Kareva ist vor allem als Komponist bekannt geworden. Besonders die griechische Mythologie hat viele seiner Werke inspiriert.
Hillar Kareva ist der Vater der estnischen Schriftstellerin Doris Kareva (* 1958).

## Kompositionen (Auswahl)
- Sonate nr. 1 für Altsaxophon und Klavier op. 19
- Sonate nr. 2 für Altsaxophon und Klavier op. 29 nr. 2
- Sonate nr. 3 für Altsaxophon und Klavier op. 30
- Elegie für Altsaxophon und Klavier
- Konzert für Altsaxophon und Klavier op. 25
- Konzert für Klarinette und Sinfonieorchester